# Кокошки
Кокошки (Gallus) е род от четири съвременни вида фазанови птици срещани в Индостан и Югоизточна Азия, както и на няколко големи прилежащи острова. Това е най-многочисления род птици, населяващи днес Земята, което се дължи до голяма степен на одомашняването на един от видовете (от дивата банкивска кокошка в домашна кокошка) и отглеждането на одомашнените породи в промишлени мащаби.
Представителите и на четирите вида са разделнополови животни. Петлите са ярко оцветени, пъстри и едри. Женските са по-дребни, а окраската им се характеризира с по-малко цветове. Представителите и на двата пола се маскират добре в местата, които обитават – тропически гористи джунгли и покрайнините им.
Мъжките не вземат участие в мътенето и отглеждането на пилетата.
Хранят се със семена, насекоми и дребни гръбначни.
Цейлонската кокошка е национален символ на Шри Ланка.

## Видове
- Gallus gallus – Банкивска кокошка
- Gallus sonneratii – Сива кокошка, Сонератов петел, Креслив петел
- Gallus lafayettii – Шриланкска (Цейлонска) кокошка, Петел на джунглата
- Gallus varius – Зелена кокошка, Явански петел